# Райт, Питер (борец)
Питер В. Райт (англ. Peter W. Wright) — британский борец вольного стиля, бронзовый призёр Олимпийских игр

## Биография
На Летних Олимпийских играх 1920 года в Антверпене боролся в весовой категории до 67,5 килограммов (лёгкий вес). Борьба проходила по правилам Catch As Catch Can, напоминающим правила современной вольной борьбы. Схватка по регламенту турнира продолжалась 10 минут, финальные схватки три раунда по 10 минут. Турнир проводился по системе с выбыванием после поражения; выигравшие во всех схватках боролись в финале, проигравшие в полуфинале боролись за третье место.
Питер Райт проиграл в полуфинале будущему серебряному призёру Готтфриду Свенссону, а затем во встреча за третье место победил и стал призёром олимпийских игр.
См: турнирную сетку